# Progress (Rostov)
|  | Per a altres significats, vegeu «Progress». |

Progress (en rus: Прогресс) és un poble (un possiólok) de l'óblast de Rostov, a Rússia, que en el cens del 2010 tenia 334 habitants, pertany al districte de Salsk.